# Speaker della Camera dei rappresentanti del Minnesota
Questa è la lista degli Speaker della Camera dei rappresentanti del Minnesota.
| #  | Speaker                    | Inizio mandato | Fine mandato      | Partito/Caucus    | Sessione |
| -- | -------------------------- | -------------- | ----------------- | ----------------- | -------- |
| 1  | George Bradley             | 12 marzo 1858  | 6 dicembre 1859   | Repubblicano      | 1        |
| 2  | Amos Coggswell             | 1859           | 1861              | Repubblicano      | 2        |
| 3  | Jared Benson               | 1861           | 1862              | Repubblicano      | 3        |
| 3  | Jared Benson               | 1861           | 1862              | Repubblicano      | 4        |
| 4  | Charles D. Sherwood        | 1863           | 1863              | Repubblicano      | 5        |
| 5  | Jared Benson               | 1864           | 1864              | Repubblicano      | 6        |
| 6  | Thomas H. Armstrong        | 1864?          | 1865              | Repubblicano      | 7        |
| 7  | James B. Wakefield         | 1866           | 1866              | Repubblicano      | 8        |
| 8  | John Q. Farmer             | 1867           | 1868              | Whig/Repubblicano | 9        |
| 8  | John Q. Farmer             | 1867           | 1868              | Whig/Repubblicano | 10       |
| 9  | Chester D. Davidson        | 1869           | 1869              | Repubblicano      | 11       |
| 10 | John L. Merriam            | 1870           | 1871              | Repubblicano      | 12       |
| 10 | John L. Merriam            | 1870           | 1871              | Repubblicano      | 13       |
| 11 | A.R. Hall                  | 1872           | 1874              | Repubblicano      | 14       |
| 11 | A.R. Hall                  | 1872           | 1874              | Repubblicano      | 15       |
| 11 | A.R. Hall                  | 1872           | 1874              | Repubblicano      | 16       |
| 12 | William R. Kinyon          | 1875           | 1876              | Repubblicano      | 17       |
| 12 | William R. Kinyon          | 1875           | 1876              | Repubblicano      | 18       |
| 13 | John L. Gibbs              | 1877           | 1877              | Repubblicano      | 19       |
| 14 | Charles A. Gilman          | 1878           | 1879              | Repubblicano      | 20       |
| 14 | Charles A. Gilman          | 1878           | 1879              | Repubblicano      | 21       |
| 15 | Loren Fletcher             | 1881           | 1885              | Repubblicano      | 22       |
| 15 | Loren Fletcher             | 1881           | 1885              | Repubblicano      | 23       |
| 16 | John L. Gibbs              | 1885           | 1887              | Repubblicano      | 24       |
| 17 | William Rush Merriam       | 1887           | 1889              | Repubblicano      | 25       |
| 18 | Charles H. Graves          | 1889           | 1891              | Repubblicano      | 26       |
| 19 | Ezra T. Champlin           | 1891           | 1893              | Farmers' Alliance | 27       |
| 20 | William E. Lee             | 1893           | 1895              | Repubblicano      | 28       |
| 21 | Samuel Rinnah Van Sant     | 1895           | 1897              | Repubblicano      | 29       |
| 22 | John D. Jones              | 1897           | 1899              | Repubblicano      | 30       |
| 23 | Arthur N. Dare             | 1899           | 1901              | Repubblicano      | 31       |
| 24 | M.J. Dowling               | 1901           | 1903              | Repubblicano      | 32       |
| 25 | Leverett W. Babcock        | 1903           | 1905              | Repubblicano      | 33       |
| 26 | Frank Clague               | 1905           | 1907              | Repubblicano      | 34       |
| 27 | Lawrence H. Johnson        | 1907           | 1909              | Repubblicano      | 35       |
| 28 | Anton J. Rockne            | 1909           | 1911              | Repubblicano      | 36       |
| 29 | Howard H. Dunn             | 1911           | 1913              | Repubblicano      | 37       |
| 30 | Henry Rines                | 1913           | 1915              | Conservatore      | 38       |
| 31 | H.H. Flowers               | 1915           | 1917              | Conservatore      | 39       |
| 32 | Ralph J. Parker            | January 1917   | January 1919      | Conservatore      | 40       |
| 33 | William I. Nolan           | Gennaio 1919   | Gennaio 1925      | Conservatore      | 41       |
| 33 | William I. Nolan           | Gennaio 1919   | Gennaio 1925      | Conservatore      | 42       |
| 33 | William I. Nolan           | Gennaio 1919   | Gennaio 1925      | Conservatore      | 43       |
| 34 | John A. Johnson            | Gennaio 1925   | Gennaio 1931      | Conservatore      | 44       |
| 34 | John A. Johnson            | Gennaio 1925   | Gennaio 1931      | Conservatore      | 45       |
| 34 | John A. Johnson            | Gennaio 1925   | Gennaio 1931      | Conservatore      | 46       |
| 35 | Oscar A. Swenson           | Gennaio 1931   | Gennaio 1933      | Conservatore      | 47       |
| 36 | Charles Munn               | Gennaio 1933   | Gennaio 1935      | Liberale          | 48       |
| 37 | George W. Johnson          | Gennaio 1935   | Gennaio 1937      | Conservatore      | 49       |
| 38 | Harold H. Barker           | Gennaio 1937   | Gennaio 1939      | Liberale          | 50       |
| 39 | Lawrence M. Hall           | Gennaio 1939   | Gennaio 1949      | Conservatore      | 51       |
| 39 | Lawrence M. Hall           | Gennaio 1939   | Gennaio 1949      | Conservatore      | 52       |
| 39 | Lawrence M. Hall           | Gennaio 1939   | Gennaio 1949      | Conservatore      | 53       |
| 39 | Lawrence M. Hall           | Gennaio 1939   | Gennaio 1949      | Conservatore      | 54       |
| 39 | Lawrence M. Hall           | Gennaio 1939   | Gennaio 1949      | Conservatore      | 55       |
| 40 | John A. Hartle             | 4 gennaio 1949 | 6 gennaio 1955    | Conservatore      | 56       |
| 40 | John A. Hartle             | 4 gennaio 1949 | 6 gennaio 1955    | Conservatore      | 57       |
| 40 | John A. Hartle             | 4 gennaio 1949 | 6 gennaio 1955    | Conservatore      | 58       |
| 41 | Alfred I. Johnson          | 6 gennaio 1955 | 5 gennaio 1959    | Liberale          | 59       |
| 41 | Alfred I. Johnson          | 6 gennaio 1955 | 5 gennaio 1959    | Liberale          | 60       |
| 42 | Edwin J. Chilgren          | 5 gennaio 1959 | 7 gennaio 1963    | Liberale          | 61       |
| 42 | Edwin J. Chilgren          | 5 gennaio 1959 | 7 gennaio 1963    | Liberale          | 62       |
| 43 | Lloyd L. Duxbury           | 7 gennaio 1963 | Gennaio 1971      | Conservatore      | 63       |
| 43 | Lloyd L. Duxbury           | 7 gennaio 1963 | Gennaio 1971      | Conservatore      | 64       |
| 43 | Lloyd L. Duxbury           | 7 gennaio 1963 | Gennaio 1971      | Conservatore      | 65       |
| 43 | Lloyd L. Duxbury           | 7 gennaio 1963 | Gennaio 1971      | Conservatore      | 66       |
| 44 | A.W. Dirlam                | Gennaio 1971   | Gennaio 1973      | Conservatore      | 67       |
| 45 | Martin Olav Sabo           | Gennaio 1973   | Gennaio 1979      | DFL               | 68       |
| 45 | Martin Olav Sabo           | Gennaio 1973   | Gennaio 1979      | DFL               | 69       |
| 45 | Martin Olav Sabo           | Gennaio 1973   | Gennaio 1979      | DFL               | 70       |
| 46 | Rodney Searle              | Gennaio 1979   | Maggio 1979       | Repubblicano      | 71       |
| 47 | Fred C. Norton             | Maggio 1979    | Gennaio 1981      | DFL               | 71       |
| 48 | Harry A. Sieben            | Gennaio 1981   | Gennaio 1985      | DFL               | 72       |
| 48 | Harry A. Sieben            | Gennaio 1981   | Gennaio 1985      | DFL               | 73       |
| 49 | David M. Jennings          | Gennaio 1985   | Gennaio 1987      | Repubblicano      | 74       |
| 50 | Fred C. Norton             | Gennaio 1987   | Giugno 1987       | DFL               | 75       |
| 51 | Robert Vanasek             | Giugno 1987    | 6 gennaio 1992    | DFL               | 75       |
| 51 | Robert Vanasek             | Giugno 1987    | 6 gennaio 1992    | DFL               | 76       |
| 51 | Robert Vanasek             | Giugno 1987    | 6 gennaio 1992    | DFL               | 77       |
| 52 | Dee Long                   | 6 gennaio 1992 | 15 settembre 1993 | DFL               | 77       |
| 52 | Dee Long                   | 6 gennaio 1992 | 15 settembre 1993 | DFL               | 78       |
| 53 | Irv Anderson               | Settembre 1993 | Gennaio 1997      | DFL               | 78       |
| 53 | Irv Anderson               | Settembre 1993 | Gennaio 1997      | DFL               | 79       |
| 54 | Phil Carruthers            | Gennaio 1997   | Gennaio 1999      | DFL               | 80       |
| 55 | Steve Sviggum              | Gennaio 1999   | Gennaio 2007      | Repubblicano      | 81       |
| 55 | Steve Sviggum              | Gennaio 1999   | Gennaio 2007      | Repubblicano      | 82       |
| 55 | Steve Sviggum              | Gennaio 1999   | Gennaio 2007      | Repubblicano      | 83       |
| 55 | Steve Sviggum              | Gennaio 1999   | Gennaio 2007      | Repubblicano      | 84       |
| 56 | Margaret Anderson Kelliher | Gennaio 2007   | In carica         | DFL               | 85       |
| 56 | Margaret Anderson Kelliher | Gennaio 2007   | In carica         | DFL               | 86       |